# A Thousand Miles
„A Thousand Miles”, intitulat inițial „Interlude”, este un cântec pop compus și interpretat de Vanessa Carlton. Acesta face parte din albumul de debut Be Not Nobody din 2002. A fost produs și promovat de Vanessa și Ron Fair. A scris cântecul în memoria bunicului ei. Este cel mai important hit al Vanessei în Statele Unite, și singurul care a atins top 10 în Billboard Hot 100.
A avut succes și la nivel mondial, ajungând pe primul loc în Australia, în top 5 în Irlanda și top 10 în Regatul Unit, Franța, Italia și Olanda. 
Artiști precum Victoria Justice, Never See Tomorrow, David Archuleta au făcut un cover după piesă și fragmente din el au fost folosite de T.I., Cheryl Cole și James McGee. 

## Videoclipul
Videoclipul, regizat de Marc Klasfeld, începe cu Vanessa mergând în garaj și dezvelind un pian. Începe să cânte la pian, acesta părând să se miște prin oraș, pe fundal putând fi văzute o parada, oameni care aleargă, o plajă, și alte părți ale orașului Newbury Park, California. La sfârșit se întoarce în garaj de unde a început, lasă pianul și pleacă.